# جو أريدي
جو أريدي (بالإنجليزية: Joe Arridy)‏ (ولد 14 أبريل 1915 - توفي 6 يناير 1939) هو رجل معاق عقليا اتهم زورا باغتصاب وقتل فتاة عمرها 15 سنة في بويبلو، كولورادو وتم اعدامه تحت هذه التهمة في 6 يناير 1939 خنقا بالغاز. تم العفو عن أريدي في عام 2011 (بعد 72 عاما من اعدامه) بعدما تبين انه اجبر على الاعتراف وانه لم يفهم التهمة الموجهة اليه بسبب نسبة ذكاءه المنخفضة التي تبلغ 40 درجة (قارن هذا بنسبة الذكاء المتوسطة للبشر 100 درجة).

## النشأة
ولد جو لأبوين سوريين هاجرا إلى بويبلو، كولورادو هما هنري وماري أريدي. درس جو في مدرسة التأهيل العقلي في غراند جنكشن وكان دائما يهاجم من قبل زملائه هناك. ترك جو المدرسة في أغسطس 1936 ليعمل في محطة النقل في غراند جنكشن.

## اعتقاله واتهامه
تم القبض على جو أريدي في محطة نقل شايان، وايومنغ في 26 أغسطس 1936 تحت تهمة اغتصاب وقتل فتاة في بويبلو (التي تبين لاحقا انه لم يكن فيها وقت الجريمة). قبل اعتقال جو، تم اتهام فرانك اجويلا بارتكاب الجريمة. بعد اعتقال جو، ادعت الشرطة انه اعترف انه قتل الطفلة مع «رجل اسمه فرانك» مع انه ليس هناك دليل على ذلك. في المحكمة، غير جو اعترافاته كثيرا حيث انه في الاعتراف الأول اعترف انه قتل الطفلة بهراوة خشبية وفي الثاني انه قتلها بفأس حديدي. بدلا من ان يدافع محامي جو عنه بصفته معاقا عقليا قرر ان يعلن بان موكله مذنب وانه يجب تخفيف حكمه بسبب «الجنون». تم الحكم على جو بالإعدام مع غياب الأدلة بناءا على اعترافه الذي شكك فيه 3 اطباء رسميين بصفة جو معاقا عقليا ومع ان اخوات المقتولة شهدن ان فرانك اجويلا هو من قتلها وان جو لم يكن موجودا هناك اصلا.

## اعدامه
امضى جو ايامه الأخيرة في سجن المحكوم عليهم بالإعدام باللعب بلعبة قطار اعطاه اياها السجان روي بست الذي وصفه قائلا: «جو كان اسعد سجين في طابور الإعدام». عندما سئل عن الوجبة الأخيرة، طلب البوظة. عندما سئل عن اعدامه المنتظر، نظر بدهشة ولم يفهم. عندما اقتيد إلى غرفة الغاز في السادس من يناير قال: «لا، لا، جو لن يموت» بنبرة مرحة. خاف جو قليلا عندما ربطوه إلى كرسي غرفة الغاز ولكنه ما لبث ان استعاد ثقته بنفسه عندما امسك السجان يده.